# INCUBA
INCUBA er en forskerpark i Aarhus med tre afdelinger beliggende i henholdsvis Skejby, IT-byen Katrinebjerg og Navitas. Derudover er INCUBA en del af campus på Gustav Wieds Vej i tilknytning til Universitetsparken. INCUBA er Danmarks første forskerpark.
INCUBA står for "Innovation Network Centre for University and Businesses of Aarhus" og forskerparkens formål er at skabe samarbejde mellem forskellige forskningsinstitutioner og -virksomheder og desuden hjælpe med rådgivning, kapitalrejsning m.v. 

## Historie

### 1984 - Forskerpark Århus, Idefasen
INCUBA tog sin begyndelse i sommeren 1984. På det tidspunkt lancerede Aarhus Kommunes Erhvervskontaktudvalg ideen om en forskerpark i Aarhus. Ideen om på den måde at anspore forskere til at starte egne virksomheder var ikke set før i Danmark og der forestod derfor et stort arbejde med at skabe interesse for projektet. Det lykkedes i løbet af et halvt år at samle en kreds af interesserede virksomheder, institutioner og organisationer, der ville bakke projektet op. Denne kreds stiftede i marts 1985 Foreningen Forskerparken i Aarhus og foreningen kunne i oktober 1985 etablere et egentligt projektsekretariat med støtte fra fonde og Teknologirådet. Aarhus Kommunes Erhvervschef, Erik Jantzen, blev headhuntet til at stå i spidsen for projektsekretariatet.

### 1986 - Forskerpark Århus, Pavillonerne
Pavillonerne	Projektsekretariatet og bestyrelsen i Foreningen Forskerparken i Aarhus, ikke mindst formanden, bankdirektør N.P. Bager, gik i gang med at rejse kapital til byggeriet af Danmarks første forskerpark. Det lykkedes frem til april 1986 at skaffe tilsagn om den nødvendige aktietegning fra lokale virksomheder og aktieselskabet Forskerpark Aarhus A/S blev stiftet med Erik Jantzen som selskabet første direktør. Første spadestik til pavillonbyggeriet blev taget den 11. juni 1986 og i starten af 1987 stod de første 2.500 m² Forskerpark klar til at modtage de første lejere.

### 1988 - Forskerpark Århus, De gule bygninger
Første etape nærmede sig i løbet af 1988 fuldt udlejet, og Forskerpark Aarhus A/S gik, med Forskningsfondens Ejendomsselskab A/S som bygherre, i gang med den første af det der skulle vise sig at blive en række udvidelser. I 1989 kunne Hendes Majestæt Dronning Margrethe II nedlægge grundstenen for det nye byggeri på 4.500 m² tegnet af Arkitektfirmaet C.F. Møller.

### 1990 - Forskerpark Århus, Hårde tider
I starten af 90’erne gik det imidlertid langsommere end forventet med udlejningen af de ekstra 4.500 m² og egenkapitalen nærmede sig et kritisk lavt niveau. Forskerparken stod krisen igennem og i midten af 90’erne kom der igen gang i spin-out virksomheder fra Universitetet og udlejningen kom op på et tilfredsstillende niveau. 

### 1995 - Forskerpark Århus, Udbygning
I 1995 var der således igen ved at være fuldt udlejet, og projekteringen af den næste udvidelse af de gule bygninger kunne begynde. I 1997 stod den foreløbigt sidste etape af de gule bygninger klar, således at Forskerparken på Gustav Wieds Vej nu var fuldt udbygget med i alt 11.500 m² forskerpark.

### 1997 - Udviklingsparken etableres i Viby
Den 10. december 1997 flyttede de første 10 iværksættere ind i et midlertidigt lejemål på 900 m² i FDBs gamle Krydderimølle på Sønderhøj 14 i Viby. Driften blev finansieret af huslejeindtægter samt årlige sponsorater fra større lokale virksomheder og banker bl.a. Grundfos, Pressalit, COWI og Den Danske Bank.

### 1998 - Udviklingsparken udvider
I august måned 1998 blev yderligere 600 m² i Krydderimøllen taget i brug. I september måned samme år kunne der meldes om fuld udlejning. Der var nu 23 vækstvirksomheder på adressen. 

### 1999 - Udviklingsparken flytter
I juni måned 1999 flyttede de 22 af de 23 virksomheder ind det nyrenoverede Rebslageri, Sønderhøj 46. Af det 5.000 m² store hus, blev de første 3.000 m² taget i brug med det samme og de resterende 2.000 m², som oprindeligt var aftalt til at overtagelse successiv over 3 år, blev hurtigt udlejet.

### 2004 - Forskerpark Skejby
I maj 2002 tog Forskerpark Aarhus første spadestik til Danmarks første biomedicinske forskerpark ved Skejby Sygehus. Forskerpark Skejby åbnede dørene for første etape på 3.600 m² i januar 2004. Med udbygningsplanerne for Skejby Sygehus vil området over de næste 10 år udvikle sig til et af de mest dynamiske erhvervsområder i Danmark med en særlig vægt på sundhed. Bl.a. var Forskerpark Skejby medinitiativtager til etableringen af netværksorganisationen Biomedico Forum.

### 2006 - Udviklingsparken bliver til IT-Huset
Den 1. maj 2006 stod det nye hus på Katrinebjerg klar til at tage imod 42 af de ca. 75 virksomheder, der valgte at flytte med fra Viby. Samtidig blev navnet ændret fra Udviklingsparken til IT-Huset Katrinebjerg. De 10.000 m² blev ret hurtigt fyldt op, og i slutningen af året er man tæt på 100% udlejning.

### 2007 - Fusion INCUBA Science Park
Den 1. juni 2007 fusionerede Forskerpark Aarhus, Forskerpark Skejby og IT-Huset Katrinebjerg under fællesnavnet INCUBA Science Park.

### 2008 - Udbygning Skejby
Første etape af Forskerpark Skejby nåede fuld udlejning i efteråret 2006 og næste etape kunne derfor åbne dørene for 3 nye fløje i 2008, således at Forskerpark Skejby kom op på i alt 6.500 m² og med mulighed for yderligere udvidelser i fremtiden.

### 2009 - Etape II på Katrinebjerg
Opførelse af etape II på Katrinebjerg blev påbegyndt i foråret 2008 med indflytning i maj måned 2009. Udvidelsen var på 3.200 m², således at der nu er i alt 13.200 m².

### 2014 - INCUBA Navitas
I 2014 udvidede INCUBA med en 10.000 m² stor forskerpark på de tre øverste etager i Navitas med udsigt over Aarhus Bugt og by. Navitas er delt mellem Maskinmesterskolen (AAMS), Ingeniørhøjskolen Aarhus Universitet og INCUBA. På Navitas, som er Aarhus' nye centrum for energi, innovation og uddannelse, kommer virksomheder tæt på de nyeste teknologier inden for energi og cleantech i samarbejde med forskere og studerende.

## Arkitektur
Bortset fra Navitas på Aarhus Havn er alle bygninger tegnet af Arkitektfirmaet C.F. Møller (stiftet af C.F. Møller).